# Megabyte
En megabyte er 106 = 1 000 000 bytes og forkortes MB.
Mega-præfikset betyder 1 000 000, men i computermæssig sammenhæng betyder det 220 = 1 048 576. I 2002 blev ordet mebi foreslået som et nyt præfiks, med betydningen 1 048 576, og det anbefales at man fremover benytter mebibyte til at beskrive datamængder, som er et multiplum af 1 048 576 byte. Det er dog ikke særligt udbredt at bruge betegnelsen mebibyte og det er ikke optaget i retskrivningsordbogen.

## Megabyte eksempler
- 1 MB: en lille roman
- 1,44 MB: en 3,5" floppy disk
- 2 - 3 MB: et billede fra en moderne smartphone
- 3-8MB: en typisk mp3 musikfil
- 5 MB: Shakespeares samlede værker
- 25 - 30 MB: et fotografi i RAW format fra professionelt kamera
- 100 MB: en meterfuld af bøger
- 700 MB: en CD-ROM
- 700 MB: en spillefilm komprimeret til at fylde én CD-ROM.
- 1.000.000 - 2.000.000 MB: en harddisk i en normal computer
- 16.000.000: Ultra-højkapacitets harddiske